# Jafar
Jafar (in arabo جعفر‎?, Jaʿfar) è l'antagonista principale dei film Disney Aladdin e Il ritorno di Jafar e del film live action del 2019. 
Gran visir del sultano della città-stato di Agrabah, nonché un potente e malvagio stregone, che mira alla conquista della città e al dominio del mondo. Ha una sorella, Nasira, anch'essa maestra nelle arti magiche, comparsa nel gioco Aladdin: La vendetta di Nasira. Il personaggio è in parte ispirato a un visir veramente esistito, Ja'far ibn Yahya al-Barmaki, e al malvagio stregone di Aladino e la lampada meravigliosa.

## Biografia del personaggio

### Aladdin(1992)
Jafar compare la prima volta nel film Disney Aladdin. Gran visir medievale del bonario sultano di Agrabah, pur possedendo un covo segreto e un bastone-cobra ipnotizzatore, è inizialmente desideroso di usare una lampada magica rinchiusa nella Caverna delle Meraviglie, che consente solo a una persona, il "Diamante allo stato grezzo", di entrare. Grazie a uno strano macchinario e all'aiuto dell'antropomorfo ed egocentrico pappagallo parlante Iago, trova la persona con questo attributo, cioè il ladro Aladdin, e lo rinchiude nelle prigioni del palazzo reale. Fa poi credere alla figlia del sultano, la principessa Jasmine (che lo aveva conosciuto poco tempo prima) che sia stato condannato a morte. Fatto ciò, si traveste da vecchietto e, comparendo al giovane, gli racconta della caverna e dei suoi tesori. Insieme, fuggono con un passaggio segreto e si dirigono verso l'ingresso. Arrivato a destinazione, Jafar dice ad Aladdin che, una volta datagli la lampada, lo ricompenserà. In realtà, come visto successivamente, il cattivo tenta di uccidere il protagonista, ma fallisce nel proprio intento, perdendo anche la lampada che rimane nelle mani di Aladdin e Abu (scimmia di Aladdin), che morde Jafar per impedirgli d'uccidere Aladdin. Molto più avanti nel film, riconosce il ragazzo nei panni del principe Alì Ababua e ordina alle guardie di catturarlo ed eliminarlo.
Dopo poco tempo, però, Aladdin riesce a ritornare al palazzo del sultano, ma Iago gli ruba la lampada approfittando di un suo momento di distrazione e Jafar così esprime al genio il desiderio di essere sultano e poi quello di diventare "lo stregone più potente di tutto il mondo". Coi suoi nuovi poteri mette in ginocchio il sultano e la principessa (colpiti dalle sue folate magiche in tutto il corpo), poi fa ritornare in stracci il giovane sotto gli occhi stupiti e impauriti di Jasmine (dopo averle fisicamente sollevato il mento col bastone e averla rialzata con la magia) e lo manda lontano dal palazzo. Il Genio assiste deluso e amareggiato; principessa e sultano tremano impotenti e sgomenti davanti alla potente malvagità stregonesca. Mentre il protagonista cerca di scappare dal luogo in cui è stato scagliato con la scimmia, l'antagonista fa giullare l'ex sultano e schiavizza l'ex principessa riducendola in abiti succinti per stuzzicarla e obbligarla a sposarlo, così da farla regina ed evitarle la schiavitù. Grazie al tappeto volante (riunitosi subito a lui), Aladdin e Abu ritornano al palazzo e combattono contro l'ex gran visir, che si trasforma un gigantesco cobra dopo aver usato la magia contro Aladdin, Jasmine, Abu e il tappeto per impedire loro di prendere la lampada (folate stregonesche li colpiscono, prendono Aladdin in pieno respingendolo momentaneamente contro una parete, raggiungono la principessa alla coscia destra rinchiudendo lei in una clessidra gigante che si riempie gradualmente, trasformano la scimmia in pupazzo meccanico e sfilacciano il tappeto). Dopo uno scontro senza esclusione di colpi, Aladdin si ritrova avvolto e quasi soffocato nelle spire del grosso serpente e allora gioca la sua ultima carta vincente: fa ricordare a Jafar che egli sarà sempre meno potente del genio, poiché è stato lui a dargli i poteri che ha e può sempre riprenderseli. Di conseguenza, lo stregone esprime il suo ultimo desiderio, cioè divenire un "genio onnipotente", riuscendo così a eguagliare i poteri della sua controparte. Non chiedendo però la "libertà", viene risucchiato, assieme a Iago, nella sua neonata lampada nera, che verrà poi spedita e sepolta nel deserto dal genio, il quale verrà in seguito liberato da Aladdin che ha appena liberato Jasmine dalla clessidra appena riempitasi. 

### Il ritorno di Jafar(1994)
Dopo aver trascorso soltanto quattro mesi di prigionia nella Caverna delle Meraviglie, alla fine Iago riesce a uscire dalla caverna e sbuca fuori dalla sabbia assieme a Jafar il quale, però, è ancora intrappolato nella sua lampada e ordina a Iago di strofinarla per farlo uscire, ma Iago, stanco dei suoi insulti e della sua mancanza di rispetto nei suoi confronti, rifiuta e, dopo che Jafar lo insulta ancora una volta, afferra la lampada con ancora Jafar intrappolato al suo interno e la butta in un pozzo. Tuttavia, più tardi, grazie all'aiuto di un ladro di nome Abis Mal, che strofina la lampada nera pescata dal pozzo per sbaglio, riesce a uscire dalla sua prigione, anche se rimane dipendente da essa. Ritornato ad Agrabah grazie al suo nuovo perfido padrone, si rivolge a Iago, che ora è amico fedele di Aladdin, ma Jafar lo fa passare momentaneamente dalla sua parte, minacciando di punirlo gravemente se non ubbidisce e cospira nuovamente contro Aladdin. Si presenta al genio comparendo dal nulla e, usando i suoi poteri estremamente superiori rispetto a quest'ultimo, lo rinchiude in una sfera magica. Poi, lo stregone intrappola tutti i suoi amici, eccetto Aladdin, allora in missione col sultano, in una cella.
Tornato a palazzo, Aladdin, senza il sultano, viene accusato da Jasmine di averlo ucciso e condannato a morte: l'esecuzione avverrà all'alba. In realtà, era Jafar trasformato in Jasmine e la vera principessa era ancora rinchiusa in cella. Poco prima che Aladdin venga giustiziato, Iago spezza il globo in cui è rinchiuso il genio, permettendogli di salvare il giovane. Aladdin, allora, tenta di riappropriarsi della lampada di Jafar. Comincia così una battaglia che vede Jafar ritornare genio e trasformare i giardini del palazzo in un mare di lava incandescente. Aladdin, aggrappato a un picco roccioso che sprofonda inesorabilmente nella lava, cerca in tutti i modi di raggiungere la lampada per distruggerla, ma senza successo. Quando tutto sembra perduto, Iago, con i suoi ultimi sforzi prima di svenire, perché colpito da un incantesimo di Jafar, riesce a gettare la sua lampada nella lava, dove si fonde. Il perfido stregone, in un urlo di rabbia e agonia, si distrugge e scompare.

### Aladdin(1994-1995)
Nella serie animata, essendo ormai morto, Jafar non compare e il vero antagonista principale è proprio Abis Mal, il suo ex-padrone. In compenso, però, è spesso citato da Aladdin e dai suoi compagni:
- Episodio 29: Iago dice a Cavid e Yalin, due poveri bambini di Agrabah, che il giorno dopo racconterà loro la storia di lui e di un visir pazzo e quando si vanta che c'è mancato tanto così che non governasse lui Agrabah, Abù s'infuria e lo rincorre.
- Episodio 31: Aladdin e i suoi compagni si recano nella biblioteca di Jafar, dove ci sono tutti i libri di magia del mondo, per trovare un rimedio alla maledizione della goffaggine, lanciata ad Aladdin da Haroud, il fedele servitore di Abis Mal, ma è soltanto un trucco e quindi non c'è neanche nel libro di consulenze e soluzioni per maghi e stregoni, intitolato "La gioia delle maledizioni". Comunque, in questo libro, Iago trova la Candela di Macma, posseduta da Abis Mal.
- Episodio 37: Iago sorprende Aladdin dicendogli che in vita perfino Jafar temeva e stava alla larga dallo stregone Destano, un tipo molto difficile e sovrano della lontana Terra delle Sabbie Nere, il quale, nonostante la sua immensa potenza, è stato spodestato e schiavizzato dallo stregone Mozenrath, suo figlio adottivo. Inoltre, Mozenrath dichiara che con il Tirdak - una bestia che si ciba di qualunque elemento magico, sia esso un oggetto o una creatura vivente - al suo fianco, nessun mago potrà mai toccarlo e che lui sarà così potentissimo. A tale affermazione, Iago replica con la frase: "Questo qui è Jafar junior!"
- Episodio 56: Pur non sapendo come e quando sia successo, si scopre inoltre che Mozenrath aveva conosciuto Jafar e, in un'occasione, si serve della stanza in cui abitava come nascondiglio per attuare il suo malvagio progetto di sequestrare la famiglia reale e conquistare Agrabah. Inoltre, Mozenrath odiava Jafar e difatti, quando Iago gli parla di lui per distrarlo, definendolo un tipo alto simile a un serpente, s'infuria e lo colpisce con una manata.
- Episodio 60: Nel suo covo segreto è custodita una pietra magica, l'Occhio di Gasim, in grado di trasformare gli esseri viventi in fantasmi e, viceversa, di riportare in vita il duca dei morti viventi Ayam Aghoul. Si viene anche a sapere che Jafar non era un tipo ordinato.
- Episodio 61: Aladdin spiega al guardiano del Tempio del destino che è stato proprio Abù a rubare la lampada a Jafar: crede che tale gesto abbia cambiato la sua vita e anche quella del suo piccolo amico.
- Episodio 67: Iago dice ad Aladdin e ai suoi compagni che Jafar lo portava sempre in giro con sé alla ricerca di roba magica e altro. Una volta, capitarono in un piccolo villaggio in riva al mare, dove sentirono parlare dalla gente del luogo del Globo di Makkhanà, un pericoloso scarafaggio parlante vecchio di diecimila anni, che vive in un'umida caverna su un'isola. Il Globo di Makkhanà è l'unico oggetto al mondo in grado di guarire i geni dalle malattie e, per ottenerlo, è necessario superare tre insidiosi ostacoli, pena la morte. Poiché nessuno era mai riuscito in tale impresa, Jafar aveva preferito non rischiare.
- Episodio 82: Quando tutta Agrabah è vittima dell'incantesimo della stanchezza di Mirage, Iago fa un sogno piacevole, in cui affronta e sconfigge da solo il terribile Dominus Zanna, un gigantesco minotauro che ha parlato male di sua madre, e viene ricompensato dal sultano con una piccola parte delle sue ricchezze e con la stima totale da parte dei suoi amici. Visto che non gli piace, Mirage non lo può permettere e così gli provoca un terribile incubo, in cui Iago si ritrova faccia a faccia con Jafar, il quale ha pronta per lui la gabbia dei tormenti.
- Episodio 84: Per apprendere il più possibile sulla potente entità nota come l'Intangibile (responsabile della distruzione degli atlantidi, dei pompeani e dei babilonesi, ora intenzionata a fare la stessa cosa con Agrabah), il Genio consulta due libri della biblioteca di Jafar. Inoltre, insieme con Aladdin, Abù e Tappeto, utilizza la fornace del suo laboratorio per creare la potente Lancia di Agamutha e cercare invano di sconfiggere la nuova nemica.

### Aladdin e il re dei ladri(1996)
Jafar non compare nemmeno nel terzo film, ma è comunque citato all'inizio dal Genio durante la canzone C'è una festa qui ad Agrabah, per la precisione nel verso "Non c'è Jafar che puzza di morte": il Genio indossa anche una maschera con le sue fattezze.

### Ercole e le Mille e una Notte(1998-1999)
In questo episodio, ambientato poco dopo il matrimonio di Aladdin e Jasmine ma prima del ritorno di Iago dai suoi viaggi con Cassim, Ade riporta in vita Jafar e si allea con lo stregone per uccidere le loro rispettive nemesi. La vita di Jafar è legata al suo bastone magico: finché lo tiene in mano sarà vivo in carne e ossa, ma torna sotto forma spirituale se ne viene privato. Il bastone è molto resistente e dotato di grande magia (resiste quando Ercole gli lancia sopra la casa di Phil), ma alla fine Ercole, aiutato da Aladdin (chiamato in questo episodio Aladino), riesce, con la sua forza sovrumana a distruggerlo, ritrasformando nuovamente lo stregone in un fantasma, che viene così risucchiato per sempre nel fiume Stige.

### Aladdin(2019)
(Jafar interpretato da Marwan Kenzari che si rivolge ad una sua guardia)
Nel nuovo film diretto da Guy Ritchie, il visir Jafar è interpretato dall'attore olandese Marwan Kenzari e doppiato in italiano da Francesco Venditti. Fin dalla sua prima apparizione nel trailer, tale interpretazione è stata criticata dai fan del vecchio film, ritenendo inutile e senza senso una versione più giovane e "bella" del personaggio nonché decisamente meno sopra le righe e pazzo. Questo Jafar infatti non ride sguaiatamente e risulta molto meno carismatico e interessante, infatti è stato quasi universalmente criticato, anche dalle persone che hanno apprezzato il film. Nonostante l'aspetto fisico, il ruolo che ha nel film è abbastanza simile a quello del cartone con l'aggiunta però di due particolarità: una volta diventato sultano vuole creare un impero e (come in un'idea scartata del vecchio film) è stato come da giovane come Aladdin un abile ladro originario di Shirabad, città alleata di Agrabah del quale intende vendicarsi per esservi rimasto in carcere per cinque anni.
A inizio film cerca, con l'aiuto del capitano delle guardie Hakim, il diamante grezzo per farsi così portare la lampada. Quando il pappagallo Iago avvisa il padrone che Aladdin vuole restituire a Jasmine il bracciale che Abu le ha rubato, Jafar capisce che è lui il diamante grezzo e quindi lo fa arrestare e portare nel deserto dove gli rivela l'incarico. A differenza del cartone non si traveste da vecchio per ingannare il ragazzo. Come nella versione del 92, il visir non riesce a prendere la lampada che rimane con Aladdin e Abù. Quando grazie al Genio evade e diventa principe, Al rischia di essere ipnotizzato dallo stregone, per poi essere liberato dal Genio prima che sia troppo tardi. Sempre grazie a Iago, il visir capisce che il principe Alì di Ababua non è altri che Aladdin, lo fa catturare, interroga il ragazzo per farsi dare la lampada ma poiché il ladro non vuole consegnargliela, Jafar lo lega a una sedia e lo getta in mare dalla finestra del laboratorio. Anche qui Aladdin sopravvive, smaschera lo stregone e gli distrugge lo scettro dai poteri ipnotici. Ma a differenza del 92, qui Jafar viene arrestato per poi evadere, sempre grazie al pappagallo che gli porta le chiavi della cella. È Jafar stesso a scippare la lampada ad Aladdin; lo stregone grazie al Genio, diventa prima sultano ma, poiché né il sultano, né Jasmine, né Akim vuole inchinarsi, esprime il secondo desiderio: diventare lo stregone più potente del mondo. In questo film, nella battaglia finale, è Iago a essere trasformato in un mostro gigante per inseguire Aladdin e i suoi amici che tentano di portar via la lampada al nuovo padrone. Come nel vecchio, Jafar si fa tentare da Al per diventare il genio più potente per poter distruggere Shirabad; ma viene imprigionato nella sua stessa lampada, poiché i geni dipendono da un padrone.
Nel film viene menzionato il fatto che la regina, madre di Jasmine e moglie del sultano, è originaria di Shirabad. Dopo che viene rivelato che è stata assassinata, potrebbe essere possibile che sia stato Jafar stesso ad assassinarla.

## Caratterizzazione
Jafar è un uomo alto ed estremamente magro, ha il pizzetto a forma di chiocciola ed è oltre la mezza età. Indossa un turbante nero con una piuma rossa decorativa e un vestito nero e rosso con spalline e mantello. È solito usare il suo bastone a forma di cobra sia come appoggio che per ipnotizzare il sultano. Trasformato in stregone il suo aspetto subisce solo qualche modifica: il suo turbante ha una gemma decorativa al posto della piuma, le spalline del vestito sono raddrizzate, e la testa di cobra del suo bastone mostra la bocca spalancata, dove può scagliare molti dei suoi incantesimi.
Nella sua forma di genio assume una carnagione rossastra e una formidabile muscolatura, in netto contrasto col semplice Genio di Aladdin. In questo stato, rispecchia la natura primitiva dei jinn islamici: personalità demoniaca, desiderosa di rovinare le vite altrui, e diretto legame con il fuoco, dato che lo usa soprattutto per i suoi attacchi magici, nonché per creare, nel climax de Il ritorno di Jafar, un enorme lago di lava. 
Jafar è ritratto come un essere infido e amorale che non esita a distruggere chiunque percepisca come una minaccia per i suoi sinistri progetti. Ha un carattere solitamente calmo e lo si vede arrabbiato in rare occasioni. Astuto e affamato di potere, è cinico nei confronti del sultano e ha un sarcastico senso dell'umorismo. La sua personalità si esprime quando cerca di uccidere o far arrestare Aladdin per crimini che non ha commesso, come il rapimento della principessa Jasmine o quando controlla il sultano con l'ipnosi perché obblighi Jasmine a sposarlo. Nel secondo film fa rinchiudere tutti i suoi nemici (il Genio, il Tappeto, Abu, il sultano e Jasmine) in una cella segreta e incrimina Aladdin per l'omicidio del sultano, dove Jafar (trasformandosi in Jasmine) esibisce come prova il turbante squarciato con il pugnale di Aladdin.
Jafar mostra anche tendenze narcisistiche, ma le più ovvie sono il suo desiderio ossessivo di potere. Questo perché la possibilità di raggiungere l'onnipotenza grazie alla lampada e ai desideri, consente a Jafar di lasciarsi andare ad un atteggiamento oltre le righe. Da quel momento, Jafar desidera solo, come gli è ora possibile, la soddisfazione di tutti i suoi piaceri e usa i poteri da stregone e da genio per giocare con l'universo e con gli altri. Nonostante la sua intelligenza, la sua eccessiva sete di potere per ottenere il controllo e l'autorità offusca il suo giudizio e lo porta ad agire d'impulso, come si è visto lasciarsi sedurre da Jasmine e farsi convincere da Aladdin a diventare un genio, poiché dimentica che esistono cose più importanti del potere, come la libertà. Infatti, i geni ne sono privi e, quando diventa uno di loro, viene fatto prigioniero della sua stessa lampada.
Quando bandisce Aladdin al Polo Nord, Jafar ride in modo eccessivo e squilibrato, dando l'idea che sia anche uno psicopatico. Sa essere offensivo, come evidenziato dalle sue interazioni con Iago (primo film) e Abis Mal (secondo film): durante il climax del primo film, Jafar ha immediatamente usato i suoi poteri di stregone per tormentare spietatamente Jasmine, il sultano, Raja, Aladdin e il Genio attraverso abusi fisici, umiliazioni, schiavitù e altre forme di tortura sadica, in cui mostra apertamente divertimento. Jafar è attratto dalla principessa Jasmine, ma principalmente per il suo corpo e non come persona. Il suo ultimo desiderio era in origine che Jasmine si innamorasse alla follia di lui in modo da poterla rendere la sua regina (sebbene lui e Iago avessero pianificato in precedenza di ucciderla una volta divenuto sultano).
Nelle intenzioni degli autori, Jafar rappresenta uno specchio oscuro di Aladdin: entrambi desiderano essere di più di quello che sono ed entrambi utilizzano il genio per ottenere questo status sociale superiore. Se da un lato Aladdin si comporta in maniera decisamente più nobile e meno egoista del visir, il fatto che si rifiuti di liberare il genio e che progetti di mentire a Jasmine mascherandogli chi è in realtà lasciano intuire che, col tempo, e con la tentazione del potere, Aladdin sarebbe potuto diventare come Jafar. La somiglianza tra i due è ulteriormente accentuata nella canzone eliminata di Jafar Why Me dove viene rivelato che, come Aladdin, è nato e cresciuto molto povero.

### Poteri e abilità

#### Intelligenza
In forma umana, non ha poteri magici genuini. Tuttavia, è un alchimista e ha vasta conoscenza della tradizione arcana. Ha scoperto attraverso ricerche la doppia chiave (formando uno scarabeo volante che emette una luce dorata) per aprire la Caverna delle Meraviglie, e l'esistenza di Aladdin con l'uso di una clessidra alimentata da fulmini (sotto lo sforzo motorio di Iago) e collegata al diamante blu del Sultano, che funziona come un modernissimo computer. È anche sorprendentemente bravo nel travestimento, camuffandosi da vecchio prigioniero per reclutare Aladdin nel recupero della lampada magica.

#### Bastone ipnotizzatore
Jafar possiede un bastone con la testa da cobra, con cui può ipnotizzare le persone. Durante il film, lo usa principalmente per soggiogare il sultano. Aladdin lo distrugge ma, quando Jafar esprime il desiderio di diventare uno stregone, viene ricreato dal genio. Il bastone ricreato funge da bastone magico e l'unica differenza esteriore con quello precedente è che la testa di cobra ha la bocca spalancata. Ne Il ritorno di Jafar, Iago dice di essere stato ipnotizzato dal bastone di Jafar, mentre invece gli obbediva di sua spontanea volontà. Nella puntata della serie Hercules, Jafar lo tiene quando può essere resuscitato.

### Trasformazioni

#### Mendicante
Per poter recuperare la lampada magica custodita nella Caverna delle Meraviglie, Jafar fa arrestare Aladdin con l'accusa di aver rapito la principessa Jasmine. Per avvicinarsi al Diamante allo stato grezzo, si traveste da vecchio mendicante e si nasconde nella cella di Aladdin, fingendo di essere un prigioniero. Stranamente, questo travestimento fa sembrare Jafar molto più basso di come è di solito e viene rivelata la sua calvizie. Indossa un gilè di pelliccia grigia, una folta barba sporca, i denti gialli e sporchi, e passeggia con un bastone. Se Jafar mantiene un comportamento calmo e garbato quando è il gran visir, quando si traveste da vecchio ha un'indole quasi sempre psicotica e agitata.
Tale travestimento è ripreso anche brevemente nell'episodio Ercole e le Mille e una Notte della serie animata Hercules, dove si scopre che i denti e la barba sono una maschera di carta pesta.

#### Sultano
Quando Jafar si impossessa del genio della lampada chiede come primo desiderio di diventare sultano; il desiderio è esaudito: il sultano viene spogliato dei suoi vestiti e lasciato in mutande mentre i vestiti di Jafar diventano bianchi e Iago indossa un turbante da visir. Poiché i protagonisti non si sottomettono a lui come nuovo sovrano, lo stregone decide di esprimere il secondo desiderio: essere lo stregone più potente di tutto il mondo.

#### Stregone
Come secondo desiderio, Jafar decide di diventare lo stregone più potente di tutto il mondo. Dopo la trasformazione, l'aspetto di Jafar rimane praticamente invariato. Divenuto stregone, Jafar ha la capacità di manipolare i movimenti delle persone, annullare gli incantesimi del Genio, sputare fuoco e trasformarsi in qualsiasi cosa egli voglia. Alla fine del film, infatti, prima di trasformarsi in genio, si trasforma in un cobra gigante per fronteggiare Aladdin. Può creare cose dal nulla (blocca Aladdin con spade piovute dal cielo al suo comando e imprigiona Jasmine in una gigantesca clessidra), cambiare i vestiti delle persone (riporta Aladdin in stracci, veste il sultano da marionetta e Jasmine da serva), trasformare gli altri (tramuta Abu in un giocattolo e miniaturizza Raja) e mostra doti di telecinesi, quando fa partire una torre del palazzo come un razzo per spedire Aladdin e Abu dall'altra parte del mondo.

#### Cobra
Una volta ultimata la trasformazione, Jafar diventa un cobra gigante col dorso color nero e con il ventre color sabbia; il dorso è ricoperto da strisce color rosso fuoco. Jafar appare in questa forma per alcuni istanti perché decide subito di trasformarsi nel genio malvagio, dopo aver capito che i poteri del genio buono di Aladdin sono molto superiori ai suoi.

#### Genio
Come terzo e ultimo desiderio, Jafar decide di tramutarsi in un genio onnipotente, rendendo insignificanti i poteri del genio di Aladdin, come dimostrato nel secondo film (ma è bene precisare che il suddetto genio, dopo essere stato liberato, ha perso gran parte della sua magia; dunque si può affermare che Jafar non si è mai scontrato contro un genio nel pieno dei suoi poteri). Una volta trasformato, Jafar diventa un genio rosso e muscoloso, molto diverso dal genio di Aladdin. In questo stadio, può ingrandirsi a suo piacimento (nel primo film distrugge persino il tetto del palazzo del sultano), ma può anche riprendere la sua forma umana, come si vede nel secondo film e lo si vedrà nel suo vero aspetto da genio solo in alcune scene. Avendo richiesto di diventare il genio più potente che ci sia, i poteri di Jafar sono pressoché illimitati, ma essendo un genio deve sottostare alle leggi della lampada, quindi non può uccidere, né fare innamorare le persone, né resuscitare i morti. Quindi, il suo punto debole risiede nella lampada, che lo intrappola al suo interno e, se viene distrutta, cosa che accadrà nel secondo film, farà morire il suo abitante.

## Concezione e sviluppo
Jafar è ispirato al personaggio omonimo interpretato da Conrad Veidt nel film Il ladro di Bagdad, di cui riprende il carattere e l'essere un visir malvagio abile nelle arti magiche. Originariamente, era stato immaginato con un carattere irritabile, ma gli autori hanno deciso che un criminale calmo sarebbe stato più spaventoso. L'aspetto del personaggio, invece, si ispira ad Al Hirschfeld, da cui derivano le linee curve sul volto del personaggio per distinguerlo dagli altri protagonisti, e dal doppiatore Jonathan Freeman, che ha suggerito agli animatori alcune idee sul personaggio, in particolare la gesticolazione delle mani. Un'ulteriore ispirazione è Zig Zag, antagonista del film animato The Thief and the Cobbler, che ha molti aspetti in comune con Jafar: entrambi gran visir che vogliono diventare sultani e sposare la principessa, entrambi doppiogiochisti e manipolatori, entrambi con al soldo un volatile (Iago e Phido) e molto simili per aspetto fisico (inoltre, Jonathan Freeman dichiarò di essersi basato su Vincent Price per realizzare la voce di Jafar e Price doppiò appunto Zig Zag).

## Altri media
Jafar è apparso in diversi videogiochi o media, basati o non sul film: 
- Nel videogioco Aladdin: La vendetta di Nasira, all'inizio del gioco, si scopre che Jafar non è del tutto scomparso dopo gli eventi de Il ritorno di Jafar. Sua sorella, la malvagia strega Nasira, è determinata a vendicare la sua morte e a riportarlo in vita. Per fare ciò, Nasira ha bisogno di raccogliere diversi artefatti magici, tra cui il bastone cobra di Jafar e alcuni poteri mistici. Una volta che Nasira riesce a compiere il rituale, Jafar viene effettivamente riportato in vita, sebbene in uno stato di debolezza e ancora intrappolato nella sua forma di genio rosso. In questa fase, il suo ruolo è quello di "macguffin" o catalizzatore per le azioni di Nasira. È lei la mente dietro il complotto per conquistare Agrabah e sconfiggere Aladdin, agendo in nome del fratello e per la sua vendetta personale. Jafar, pur essendo resuscitato, non esercita direttamente i suoi poteri per gran parte del gioco. La sua presenza si manifesta principalmente attraverso le direttive che Nasira riceve da lui o le ambizioni che lei persegue per conto suo. Non è un antagonista attivo nel senso di inseguire o combattere direttamente Aladdin. La sua esistenza, sebbene rinnovata, lo vede più come una figura di riferimento per Nasira che come un nemico diretto per il giocatore.Verso la fine del gioco, dopo che Aladdin riesce a sconfiggere Nasira, il destino di Jafar è nuovamente segnato. La sua resurrezione era intrinsecamente legata al potere e alla magia di Nasira. Con la sua sconfitta, anche la "rinascita" di Jafar viene annullata. Il gioco implica che, una volta che Nasira è stata sconfitta e i suoi piani sventati, il legame che lo teneva in vita si spezza, portando alla sua definitiva scomparsa o al suo ritorno allo stato di non esistenza. Non viene fornita una spiegazione dettagliata sulla natura esatta di questa "scomparsa", ma è chiaro che non rappresenta un pericolo futuro per Agrabah, concludendo il suo ciclo di vita (e non-vita) all'interno della narrazione del videogioco.
- In Kingdom Hearts, Jafar è l'antagonista principale nel mondo di Agrabah, e si mette in combutta persino con il venditore ambulante che narra la storia del primo film.
- Jafar appare in House of Mouse - Il Topoclub, come ospite del locale. È l'antagonista principale dello speciale Topolino & i cattivi Disney, in cui con tutti i Cattivi Disney prende il controllo del locale, imprigiona i personaggi Disney nelle cucine e manda via Topolino e i suoi amici. Passa la sera a guardare cortometraggi horror con gli altri cattivi , finché Topolino, nei panni dell'apprendista stregone, non lo affronta. Jafar, finisce alla fine nella sua lampada imprigionato, mente gli altri cattivi scappano.
- È un antagonista nella serie televisiva C'era una volta e nello spin- off C'era una volta nel Paese delle Meraviglie.
- Appare anche brevemente come cameo in Topolino.
- Nel libro A Twisted Tale - Un mondo nuovo, Jafar riesce a prendere la lampada del Genio per primo, diventando il Sultano di Agrabah e il più potente stregone del mondo con i suoi primi due desideri. Il suo piano è instaurare una tirannia, terrorizzare la popolazione e spezzare le leggi della magia per ottenere ancora più potere, arrivando a voler controllare l'amore e la morte e a creare un esercito di non-morti. Viene sconfitto da Aladdin e Jasmine che, unendo il popolo di Agrabah in una ribellione, riescono a combattere la sua magia oscura e a liberare il Genio, imprigionando Jafar nella lampada come un Genio a sua volta.
- Appare inoltre nella saga di Disney Infinity.
- Sarà uno degli antagonisti in Principesse Disney : Villains Unite (2025).